# Catalogo delle sculture della Galleria Borghese
Segue un elenco delle principali sculture della Galleria Borghese.

## Elenco
| Immagine | Titolo                                        | Autore                                     | Datazione               | Dimensioni                          | Tecnica e supporto | Numero d'inventario       | Note |
| -------- | --------------------------------------------- | ------------------------------------------ | ----------------------- | ----------------------------------- | --- | ------------------------- | --- |
|          | Busto di Paolo V                              | Gian Lorenzo Bernini                       | 1622-1623               | 33,6 cm                             | marmo di Carrara | CCXLVIII                  | |
|          | Capra Amaltea                                 | Gian Lorenzo Bernini                       | 1609-1615               | 45 cm                               | marmo bianco | CXVIII                    | |
|          | Enea, Anchise e Ascanio                       | Gian Lorenzo Bernini                       | 1618-1619               | 220 cm (base 113 cm)                | marmo bianco | CLXXXII                   | |
|          | Ratto di Proserpina                           | Gian Lorenzo Bernini                       | 1621-1622               | 255 cm (base 109 cm)                | marmo bianco | CCLXVIII                  | |
|          | David                                         | Gian Lorenzo Bernini                       | 1623-1624               | 170 cm                              | marmo bianco | LXXVII                    | |
|          | Apollo e Dafne                                | Gian Lorenzo Bernini                       | 1622-1625               | 243 cm (base 115 cm)                | marmo di Carrara, risalti di marmo bianco e specchi di broccatello di Siena (piedistallo) e rosso di Francia (zoccolo)    | CV                        | |
|          | Busto di Scipione Borghese                    | Gian Lorenzo Bernini                       | 1632 ca.                | 100×82×48 cm                        | marmo di Carrara | CCLXV                     | |
|          | Busto di Scipione Borghese                    | Gian Lorenzo Bernini                       | 1632 ca.                | 100×82×48 cm                        | marmo di Carrara | CCLXVI                    | |
|          | La Verità                                     | Gian Lorenzo Bernini                       | 1646-1652               | 280 cm                              | marmo bianco | CCLXXVIII                 | |
|          | Paolina Borghese come Venere vincitrice       | Antonio Canova                             | 1804-1808               | 92 (160 con il letto)×200 cm        | marmo statuario | LIV                       | |
|          | Marco Curzio che si getta nella voragine      | Pietro Bernini                             | 1617 ca.                | 220 cm                              | marmo pentelico | XLIII                     | Il cavallo è una scultura antica del I-II secolo d.C. |
|          | Busto di Vitellio                             | Giovanni Battista Della Porta              | seconda metà XVI secolo | 78 cm                               | marmo statuario (testa) e marmo policromo (busto e peduccio)                                                              | LIII                      | Serie di Busti dei Dodici Cesari |
|          | Erma di Bacco                                 | Luigi Valadier                             | 1773                    | 175 cm                              | bronzo (testa e piede) e alabastro rosa (fusto)                                                                           | CXXXXV                    | |
|          | Busto di Scipione l'Africano                  | Anonimo                                    | XVII secolo             | 64 cm                               | bigio morato (testa) e marmo statuario (busto)                                                                            | LXXVI                     | |
|          | Busto di papa Clemente XII                    | Pietro Bracci                              | 1730-1740               | 76 cm                               | marmo statuario | CCLXXII                   | |
|          | Amore su aquila                               | Pietro Bernini (attribuito)                | 1617-1620               | 70×60 cm                            | marmo statuario | LXXIV                     | |
|          | Altarolo                                      | Matthias Wallbaum                          | fine XVI secolo         | 105×40 cm                           | palissandro e argento | CCLXXIII                  | |
|          | San Giovanni Battista                         | Jean-Antoine Houdon                        | 1767 ca.                | 174 cm                              | gesso | CCLXXI                    | |
|          | Crocifissione                                 | Guglielmo Della Porta                      | XVI secolo              | 68×46 cm                            | cera su lavagna ed ebano con pietre dure (cornice)                                                                        | CCLXXVII                  | |
|          | Busto di Scipione l'Africano                  | Anonimo                                    | inizio XVII secolo      | 65 cm                               | porfido, alabastro orientale porotoro (peducci)                                                                           | CXXXV                     | Serie di Busti dei Dodici Cesari |
|          | Busto di Agrippa                              | Anonimo                                    | inizio XVII secolo      | 72 cm                               | porfido, alabastro orientale porotoro (peducci)                                                                           | CXXXVI                    | Serie di Busti dei Dodici Cesari |
|          | Busto di Cicerone                             | Anonimo                                    | inizio XVII secolo      | 74 cm                               | porfido, alabastro orientale porotoro (peducci)                                                                           | CXXXVIII                  | Serie di Busti dei Dodici Cesari |
|          | Anfora con manici a protome aquilina          | Silvio Calci da Velletri                   | 1638                    | 42 cm altezza×32 cm diametro        | marmo nero antico | CXXXIII                   | |
|          | Tavolo ottagonale                             | Luigi Valadier                             | 1773-1774               | 93×140×88 cm                        | porfido (piano) e marmi colorati, legno dorato e bronzo (rifiniture)                                                      | CCLXXXII                  | |
|          | Toro Farnese                                  | Antonio Susini                             | 1613                    | 47 cm                               | bronzo | CCXLIX                    | firmato e datato |
|          | Vaso con l'Autunno                            | Massimilano Laboureur e Lorenzo Cardelli   | 1784-1785               | 100 cm altezza×70 cm diametro       | marmo di Luni | CXXXXVII                  | Serie dei vasi con le quattro stagioni. |
|          | Vaso con l'Inverno                            | Massimilano Laboureur e Lorenzo Cardelli   | 1784-1785               | 100 cm altezza×70 cm diametro       | marmo di Luni | CL                        | Serie dei vasi con le quattro stagioni. |
|          | Vaso con la Primavera                         | Massimilano Laboureur e Lorenzo Cardelli   | 1784-1785               | 100 cm altezza×70 cm diametro       | marmo di Luni | CLIII                     | Serie dei vasi con le quattro stagioni. |
|          | Vaso con l'Estate                             | Massimilano Laboureur e Lorenzo Cardelli   | 1784-1785               | 100 cm altezza×70 cm diametro       | marmo di Luni | CLVI                      | Serie dei vasi con le quattro stagioni. |
|          | Urna                                          | Silvio Calci da Velletri                   | prima metà XVII secolo  | 42×32 cm                            | marmo nero antico | CLXVII                    | |
|          | Busto di Giunone                              | Anonimo                                    | fine XVIII secolo       | 68 cm                               | rosso antico e alabastro orientale                                                                                        | CXXXXVI                   | |
|          | Nettuno                                       | Gian Lorenzo Bernini (attribuito)          | 1622 ca.                | 52 cm                               | bronzo | 783 Corsini               | Replica in formato ridotto del gruppo di villa Negroni-Montalto; di proprietà della Galleria nazionale di arte antica di Roma, è in deposito presso la Galleria Borghese dal 1945. |
|          | Anfora                                        | Antonie-Guillaume Grandjacquet             | 1783                    | 84 cm altezza×42 cm diametro        | alabastro e tartaruga | CLXXIII                   | |
|          | Baccanale di putti                            | Giovanni Campi                             | metà XVII secolo        | 100×80 cm                           | pietra di paragone su fondo di lapisplazzuli (cornice)                                                                    | CCLXXVI                   | Copia da Francois Duquesnoy. |
|          | Statue di cacciatori neri                     | Giovanni Campi                             | 1651-1563               | 65 cm                               | pietra di paragone (mori) giallo antico (bandoliere) paragone con occhi di breccia gialla (base) metallo dorato (zoccolo) | CCLXXIV CCLXXV            | |
|          | Tre putti dormienti                           | Anonimo                                    | XVI-XVII secolo         | 90×65 cm                            | marmo statuario su piano di paragone orlato di giallo antico con rappezzi di giallo di Siena                              | CLXXXIV                   | |
|          | Anfora                                        | Anonimo                                    | XVIII secolo            | 70 cm×40 cm diametro                | alabastro orientale | CCV CCXIII CCXVIII CCXXIV | Serie di quattro anfore. |
|          | Coppia di tazze ovali                         | Anonimo                                    | XVII e XVIII secolo     | 120 cm×62 cm diametro               | granito nero e rosa granito bianco e nero marmo (piedi)                                                                   | CCXIV CCIV                | |
|          | Sfinge                                        | Luigi Canina (attribuito)                  | 1830 ca.                | 52×102 cm                           | basalto verde e nero antico (baso)                                                                                        | CCXI                      | |
|          | Coppia di vasi                                | Anonimo                                    | XVII secolo             | 80 cm×40 cm diametro                | alabastro orientale | CCXX CCXXII               | |
|          | Tazza in rosso antico                         | Lorenzo Cardelli                           | 1781-1782               | 105 cm (con la base)×44 cm diametro | marmo rosso antico | CCXXI                     | |
|          | Busto di ignoto                               | Anonimo                                    | XVI secolo              | 60 cm                               | marmo statuario e bigio (peduccio)                                                                                        | CCLXIV                    | |
|          | Zingarella                                    | Nicolas Cordier                            | 1607-1612               | 140 cm                              | bronzo, marmo statuario e bigio                                                                                           | CCLXIII                   | |
|          | Monumento equestre di Luigi XIV               | Gian Lorenzo Bernini                       | 1670 ca.                | 76x92x36 cm                         | terracotta | CCLXIX                    | Bozzetto del monumento alla Reggia di Versailles. |
|          | Il Sonno                                      | Alessandro Algardi                         | 1635-1636               | 48x90 cm                            | marmo antico nero | CLX                       | |
|          | Cavaspina                                     | Anonimo                                    | fine XVI secolo         | 85 cm                               | marmo statuario | CLXXVI                    | Tratto dal modello dello Spinario dei Musei Capitolini. |
|          | Busto di Felice Zacchia Rondanini             | Domenico Guidi (attribuito)                | 1683 ca.                | 60 cm (senza beduccio)              | marmo statuario | CCLXVII                   | |
|          | Busto del cardinale Domenico Ginnasi          | Giuliano Finelli                           | 1630 ca.                | 68 cm                               | marmo statuario | CCLXX                     | |
|          | Coppia di anfore con anse a serpenti annodati | Silvio Calci da Velletri                   | prima metà XVII secolo  | 90 cm altezza x 52 cm diametro      | pietra di paragone | CCXIX                     | Copia da Alessandro Algardi. |
|          | Giovane mora con fanciullo e cane             | Giovanni Battista Della Porta (cerchia di) | documentato al 1617     | 70 cm                               | bianco e nero antico, marmo statuario e pietre dure                                                                       | LVII                      | Già attribuito a Nicolas Cordier. |